# Cheilotrichia subnubila
Cheilotrichia subnubila är en tvåvingeart som först beskrevs av Alexander 1940.  Cheilotrichia subnubila ingår i släktet Cheilotrichia och familjen småharkrankar. Inga underarter finns listade i Catalogue of Life.